# Giuseppe Nicolao
Giuseppe Nicolao (Nocera Inferiore, Provincia de Salerno, Italia, 5 de marzo de 1994) es un futbolista italiano. Se desempeña como defensa en la posición de lateral izquierdo y actualmente juega en el S. S. Turris de la Serie C de Italia.

## Trayectoria
Se formó en las categorías inferiores del Napoli. El club azzurro lo cedió a varios equipos: el 1 de agosto de 2013 al Lanciano de la Serie B, jugando en una sola ocasión; el 15 de enero de 2014, al Viareggio de la tercera división, donde permaneció hasta el final de la temporada, totalizando 13 presencias; el 11 de julio del mismo año, al Alessandria, también de la tercera división; el 21 de julio de 2015, al Melfi de la misma liga, para luego pasar en préstamo al Ancona en enero de 2017. El 19 de octubre del mismo año fue contratado por la Aversa Normanna de la Serie D. Desde entonces, ha militado en varios clubes de Serie C y D.

## Clubes
| Club                             | País   | Año       |
| -------------------------------- | ------ | --------- |
| S. S. Virtus Lanciano (cedido)   | Italia | 2013-2014 |
| F. C. Esperia Viareggio (cedido) | Italia | 2014      |
| U. S. Alessandria (cedido)       | Italia | 2014-2015 |
| A.S. Melfi (cedido)              | Italia | 2015-2017 |
| U. S. Ancona (cedido)            | Italia | 2017      |
| S. F. Aversa Normanna            | Italia | 2017-2018 |
| Rotonda Calcio                   | Italia | 2018-2019 |
| P. Olympia Agnonese              | Italia | 2019-2020 |
| A. S. Pineto Calcio              | Italia | 2020-2021 |
| A. C. Nardò                      | Italia | 2021      |
| Latina Calcio 1932               | Italia | 2021-2022 |
| Calcio Foggia 1920               | Italia | 2022-2023 |
| A. S. Gubbio 1910                | Italia | 2023      |
| Brindisi F. C.                   | Italia | 2023-2024 |
| S. S. Turris                     | Italia | 2024-act. |